# Schlacht bei Saint-Denis (1567)

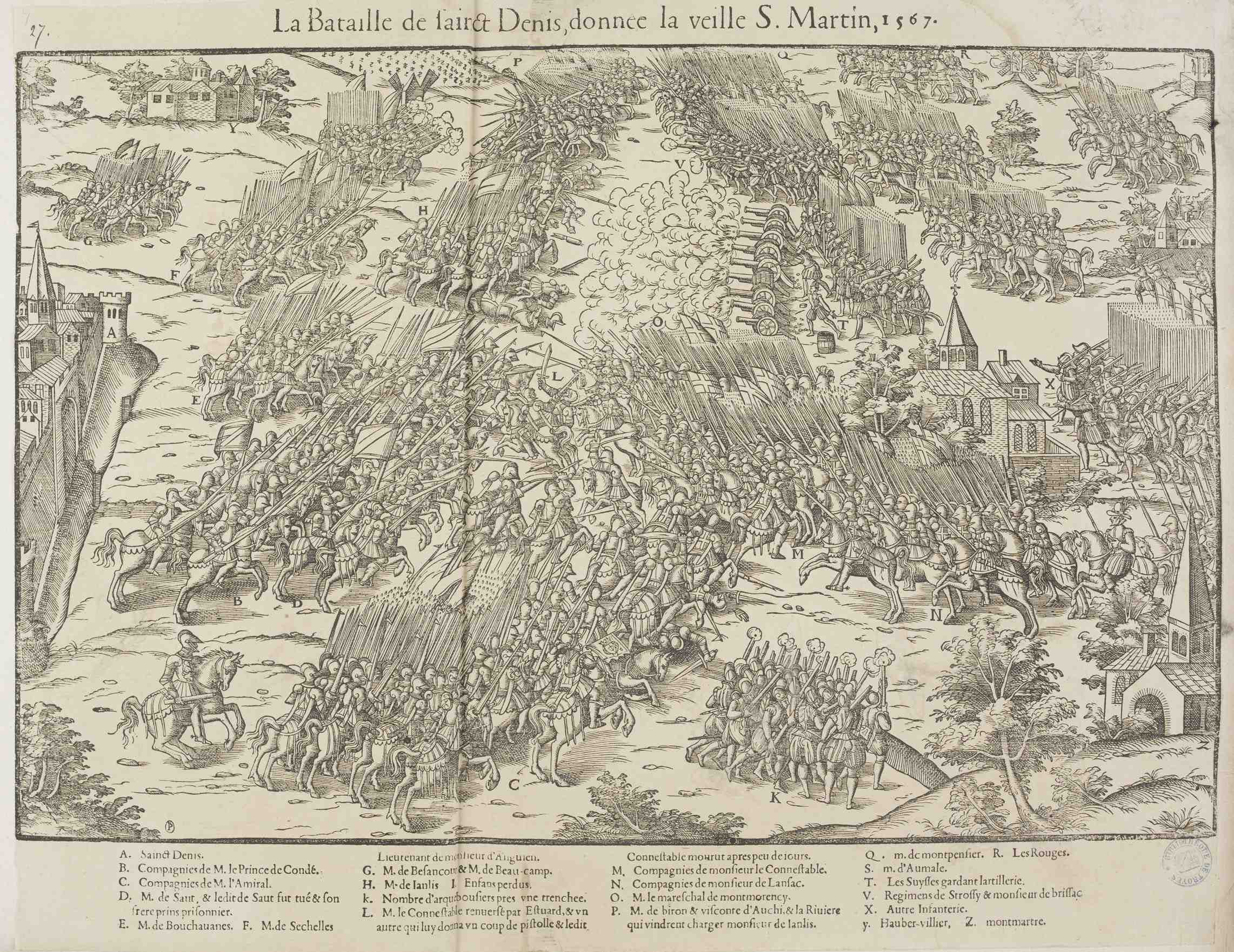
Schlacht bei Saint-Denis, 1567.

 Die Schlacht bei Saint-Denis vom 10. November 1567 war eine Auseinandersetzung am Beginn des Zweiten Hugenottenkriegs.

## Vorgeschichte
Der Zweite Hugenottenkrieg wurde ausgelöst, weil die Königinmutter Caterina de’ Medici die Macht, die den Guisen entglitten war, nicht einfach den Hugenotten zukommen lassen wollte. So wurden 1564 Ausführungsbestimmungen zum Edikt von Amboise erlassen, die dessen Sinn weitgehend verwässerten. Auch befürchteten die Protestanten in Frankreich Gewaltmaßnahmen wie sie Herzog Alba in Flandern eingeleitet hatte; die Hugenottenführer Condé und Coligny beschlossen daher, den jungen König Karl in ihre Gewalt zu bringen (Surprise de Meaux, 28. September 1567). Der Plan wurde verraten und das Vorhaben scheiterte. Condé schlug daraufhin sein Feldlager in Saint-Denis auf und belagerte von hier aus den königlichen Hof in Paris sechs Wochen lang.

## Ablauf
Rasch gingen in Paris die Vorräte zur Neige. Anne de Montmorency ging daher zum Angriff über und wagte am 10. November einen Ausfall auf der Straße nach Saint-Denis. Unter seinem Kommando standen 16.000 Soldaten.
Auf protestantischer Seite hatten Arkebusiere Schützengräben ausgehoben, aus denen heraus sie die Pariser Miliz unerwartet einige Stunden aufhalten konnten, bevor sie letztendlich zurückgedrängt wurden.
Als jedoch beim Zusammenstoß der Reiterei Montmorency durch einen Schuss in den Rücken schwer verletzt, wurde, erlahmte der Angriffsschwung der katholischen Truppen, so dass die Schlacht ohne Sieger blieb.
Die Protestanten zogen sich nach Osten zurück. Montmorency starb zwei Tage später, am 12. November, an der Schusswunde.

## Folgen
Beide Seiten verstärkten in der Folgezeit ihre Kräfte.
- Die Protestanten erhielten Unterstützung durch Kurfürst Friedrich von der Pfalz, der 9500 Söldner schickte. Aus Südfrankreich stießen 4000 Soldaten unter Führung des Herzogs von Uzès dazu, so dass die protestantische Armee nun über etwa 30.000 Männer verfügte.
- Die Katholiken erhielten Unterstützung aus Italien und der Schweiz unter Führung des Herzogs von Nevers.

Die Kosten, die die beiden Armeen verursachten und der daraus resultierende Finanzmangel führten schließlich zum Frieden von Longjumeau (23. März 1568).